# Ковалевская старообрядческая община

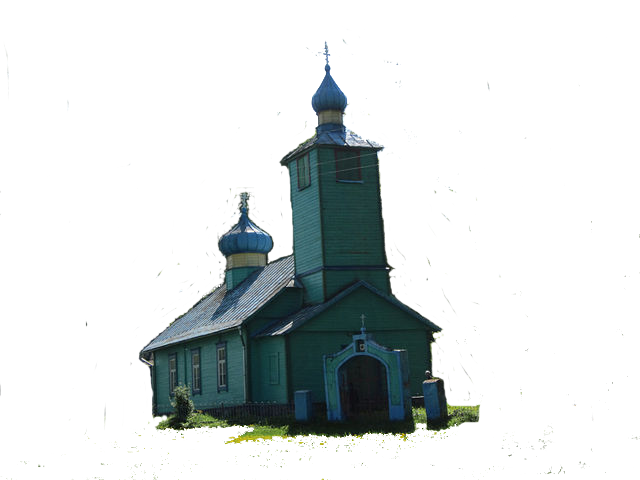
Храм Ковалевской старообрядческой общины

Ковалёвская старообрядческая община, относится к Древлеправославной поморской церкви.
Существует с 1726 года. Среди прихожан многие поморы.
Моленная находится в селе Ковалёво Граверской волости Краславского края, Латвия, у реки Дубна. Храм построен в 1861 году. Два предыдущих храма общины сгорели, первый был возведен в деревне Аксеново или в деревне Михайлино, другой сгорел в конце 1830-х гг. В 1934 году в храме был приделан ажурный потолок. Есть колокол весом в 700 кг. С 2002 храм и дом настоятеля с воротами включены в национальный список охраняемых памятников культуры. К сожалению, храм не сохранился полностью до наших дней, был разграблен несколько раз.
К Ковалевской общине относится Воверское старообрядческое кладбище.
С 2016 года настоятелем храма служит Медведев Вадим Георгиевич.

## История
Согласно переписи населения 1765 г. из упомянутых в округе 41 деревень в 13 проживали староверские семьи русского и белорусского происхождения. В 1826 году в Ковалевской общине было купеческого сословия 34 человека, мещанского — 301, что говорит о повышении достатка староверов, об изменении их общественного статуса.